# Юґен
Юґен — естетична категорія в японській культурі, що позначає інтуїтивне, скоріше передбачуване, ніж очевидне сприйняття сутності об'єкта (в основному природи, іноді — творів мистецтва). Позначає символічне сприйняття явища природи або прообразу твору. Входить до числа Десяти форм прекрасного, описаних поетом Фудзівара Тейка. Дзеамі Мотокійо розумів під юґен присутність елегантності, спокою і глибини.
Юґен звертається до розуміння та ностальгічного відтворення таємничої краси світу. Йдеться не про апеляцію до уяви чи опис конкретної реальності, а про сприйняття світу як такого, що наділений імпліцитною глибиною, яку художники можуть тонко виразити. Тому Юґен часто набуває форми таємничості, глибини, елегантності та ностальгії, що асоціюється з давньою аристократичною культурою.